# 5e division des Marines

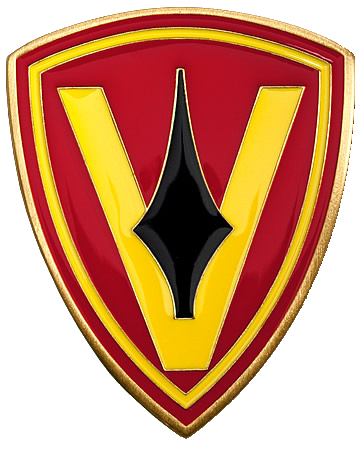
5e division des Marines.

La 5e Division des Marines était une division d'infanterie du Corps des Marines des États-Unis.
Elle fut créée pendant la Seconde Guerre mondiale le 11 novembre 1943 et composée à partir de vétérans de diverses unités ayant déjà participé aux combats dans le Pacifique mais également de jeunes recrues. Elle reste connue pour avoir été la division de l'histoire de l'USMC ayant enregistré le plus haut taux de pertes humaines durant une bataille, en l’occurrence celle d'Iwo Jima. Elle fut désactivée le 5 février 1946.
Elle fut réactivée le 1er mars 1966 jusqu'en novembre 1969, période durant laquelle trois de ses régiments prirent part à la guerre du Viêt Nam et notamment à la Bataille de Khe Sanh.